# Carlos Malbranche
Carlos Malbranche (Buenos Aires, 1 de septiembre de 1901) fue un arquitecto argentino. Fueron sus padres: el comerciante francés, emigrado a Argentina, Gabriel Malbranche y su esposa Marthe Gréteau. Carlos fue el menor de cinco hermanos, entre los cuales se destacaron el poeta, escritor, periodista y helenista argentino, Julio María Malbranche (1886-1953) y Marcela Malbranche (1891-1985), hacia 1978 una de las socias de la Revista Sur, casada en 1909 con el empresario Emilio Saint, descendiente de una familia francesa protestante, heredero de la fortuna de Abel Saint (empresa conocida como Cafés, Chocolates Águila y Productos Saint Hnos.). Carlos Malbranche también formó parte del directorio de Saint Hnos. hasta el año 1977.
Carlos Malbranche pasó gran parte de su juventud en los suburbios burgueses de París, más precisamente en Boulogne-sur-Seine, hoy Boulogne-Billancourt; donde la familia poseía un distinguido piso, en el 25 del bulevar Jean Jaurés (antiguamente conocido como el bulevar de Strasbourg). El 1 de noviembre de 1918, ingresa en 3.ª clase de la École Spéciale d’Architecture de Paris (prestigiosa universidad privada, grande école, fundada en 1865). Allí, a los 20 años, se gradúa de arquitecto el 15 de octubre de 1921, luego de haber obtenido los certificados intermedios de: Arquitecto higienista, Arquitecto técnico y Arquitecto plástico, su proyecto final se intituló El París del mañana. Malbranche regresó a Argentina, procedente de Burdeos, a bordo del Vapor “Lutetia”,  el 17 de marzo de 1929, y ese mismo año hace revalidar sus diplomas en la Facultad de Arquitectura, Universidad de Buenos Aires.

## Sus trabajos y proyectos en Buenos Aires
Entre sus primeros trabajos realizados en Buenos Aires, figura el importante edificio de estilo francés, ubicado en el barrio de Retiro, en la calle Esmeralda 1180, mencionado en el inventario del patrimonio arquitectónico de la ciudad. Se trata de un “Edificio de renta”, construido hacia 1931, para el empresario Emilio Saint (propietario de otro importante edificio de Buenos Aires, la Torre Saint). Malbranche estuvo a cargo del proyecto del Edificio de Renta de la calle Esmeralda, un edificio destinado a ser usado como vivienda. El edificio en cuestión presenta las características del estilo academicista (también conocido como Estilo Beaux Arts) del Buenos Aires de su tiempo. Se aprecian los tres elementos claves de este estilo a saber, un basamento almohadillado de proporciones monumentales, visible en la planta baja y en el entrepiso. Le sigue un leve cornisamiento y superficies lisas de simples líneas. Cuatro pisos altos, y un nuevo cornisamiento más pronunciado visualmente antes de llegar a las dos últimas plantas. Este edificio tuvo un sistema de circulación vertical que generaba una optimización de los espacios y de la distribución de los apartamentos.
El edificio en cuestión reemplazó el pintoresco chalet Christophersen, que fue la primera casa prefabricada que hubo en Argentina, importada de Inglaterra para el conde del Castaño: Fabián Gómez Anchorena, considerado el hombre más rico de Argentina en la segunda mitad del siglo XIX. El predio se ubica en calle Esmeralda entre el pasaje Sargento Cabral y Arenales, hasta la calle Suipacha por atrás.
Malbranche dirige su empresa constructora junto al arquitecto Alfredo María Aldao Unzué; su empresa que tenía su domicilio comercial en la calle Cangallo 415.
El arquitecto Carlos Malbranche, fallece en Buenos Aires en fecha posterior a 1977.

## Algunos proyectos de Malbranche realizados en Buenos Aires
- Avenida Figueroa Alcorta 3796.
- Avenida Santa Fe 1757 (Departamento de Carlos Fortabat (hermano de Alfredo Fortabat), decoración, año 1938), departamento que comprendía los pisos 9,10 y 11.[12]
- Calle Arenales 2383-87.
- Calle Blandengues 129.
- Calle Castex 3599.
- Calle Juncal 2268.
- Calle Pacheco de Melo esquina Azcuénaga.
- Calle Paraguay 1366.
- Calle Posadas 1575. Gran hall de entrada.
- Calle Sucre esquina Obligado (Barrio de Belgrano).
- Calle Teodoro García 1828.
- Calle Uriburu 1295.
- Club Tortugas de Pilar, difusor de la casa suburbana californiana. Casa de Marcela Malbranche de Saint.

Propiedades personales del Arquitecto MALBRANCHE hacia 1950
- Figueroa Alcorta 3800, Martínez, Pcia. de Buenos Aires.
- Olleros 2015
- Paraguay 2068
- Figueroa Alcorta 3796

## Algunas referencias bibliográficas
- Atlántida: Ilustración mensual argentina, n° 894-99. 1941, p. 68, 69.
- Novoa, Graciela, Buenos Aires, Palermo, 1876-1960, Vol. 1. Inventario de Patrimonio Urbano, 1986, p. 54-55.
- Archivos de la Universidad de Buenos Aires (boletín informativo de la Revista de la universidad), Volumen 4. Universidad de Buenos Aires, 1929, p. 630.
- Nuestra Arquitectura, N.º 20. Año 2, Ed. Contémpora, Buenos Aires, Marzo de 1931: Dir. Ing. W. Hylton Scott, « Cómo hacer de la casa un lugar íntimo, alegre y confortable.»; Carlos Malbranche (Arq. E. S. A. de París), « Pequeña casa de los alrededores de Buenos Aires».[14]
- Nuestra Arquitectura, N° 1-6, Ed. Contémpora, 1938, p. 38.
- Nuestra Arquitectura, N° 513-521, Ed. Contémpora, 1981, p. 110.